# Deborah Scanzio
Deborah Scanzio (Faido, Suiza, 25 de diciembre de 1986) es una deportista italiana que compitió en esquí acrobático. Ganó una medalla de bronce en el Campeonato Mundial de Esquí Acrobático de 2007, en la prueba de baches.

## Medallero internacional
| Campeonato Mundial | Campeonato Mundial            | Campeonato Mundial | Campeonato Mundial |
| Año                | Lugar                         | Medalla            | Prueba             |
| ------------------ | ----------------------------- | ------------------ | ------------------ |
| 2007               | Madonna di Campiglio (Italia) | Medalla de bronce  | Baches             |